# Pongamiopsis pervilleana
Pongamiopsis pervilleana är en ärtväxtart som först beskrevs av Henri Ernest Baillon, och fick sitt nu gällande namn av René Viguier. Pongamiopsis pervilleana ingår i släktet Pongamiopsis och familjen ärtväxter. IUCN kategoriserar arten globalt som livskraftig. Inga underarter finns listade i Catalogue of Life.